# Adolf Richter (Pazifist)

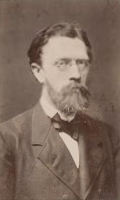
Adolf Richter, im 1876

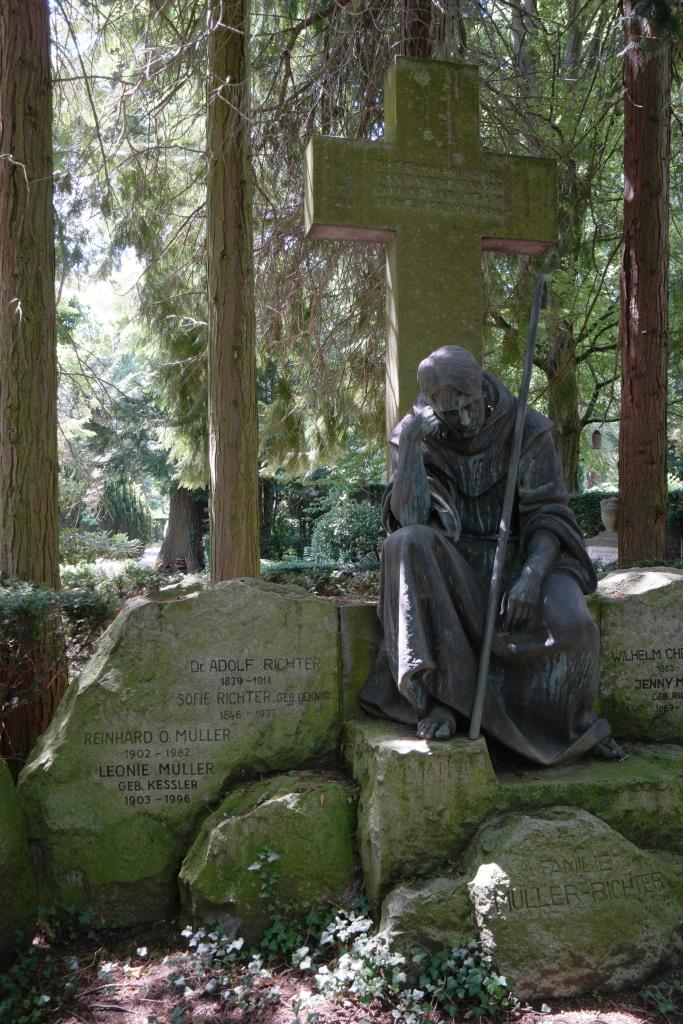
Grab von Adolf Richter auf dem Pforzheimer Hauptfriedhof

Adolf Richter (* 1. Februar 1839 in Wiesbaden; † 13. August 1914 in Pforzheim) war ein deutscher Chemiker und Industrieller. Er war eine der zentralen Figuren der frühen Friedensbewegung in Deutschland.

## Werdegang
Adolf Richter war Sohn eines Wiesbadener Arztes. Nach achtjähriger Schulzeit am Gymnasium in Elberfeld legte er dort sein Abitur ab und wurde Chemiker. Um 1865 begründete er eine Gold- und Silberscheideanstalt in Pforzheim. Dort gehörte von 1889 bis 1901 dem Stadtrat an. Von 1879 an war er Mitglied der Internationalen Liga des Friedens und der Freiheit und seit 1896 im Komitee dieser Gesellschaft.
Kurz nach der Gründung der Deutschen Friedensgesellschaft (DFG) durch Bertha von Suttner und Alfred Hermann Fried im Jahr 1892 rief Richter eine Ortsgruppe in Pforzheim ins Leben. Von 1900 bis zum Frühjahr 1914 war er Präsident der Deutschen Friedensgesellschaft.
Daneben war er Mitglied des Internationalen Ständigen Friedensbüros in Bern und Ehrenmitglied der dänischen und ungarischen Friedensgesellschaft.
Er wurde auf dem Pforzheimer Hauptfriedhof bestattet.